# ایناروس

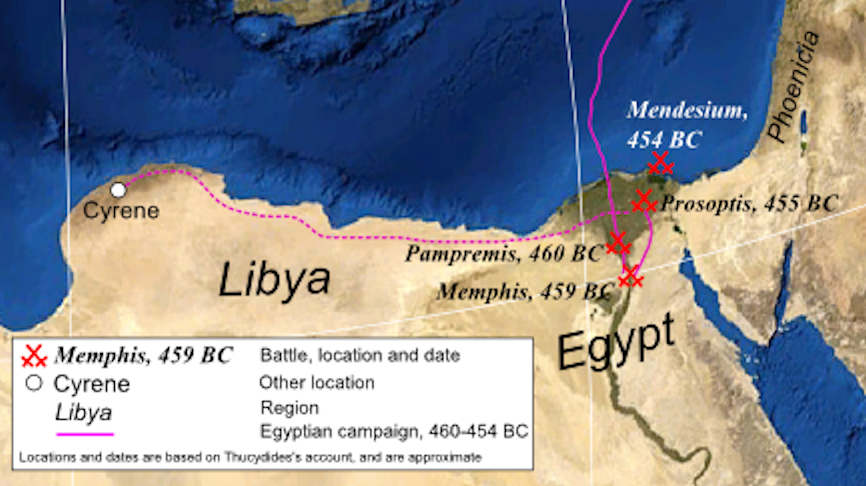
ایناروس دوم به همراه آتنیان با سپاهیان ایرانی در مصر جنگید و بعداً با ساتراپ‌های هخامنشی بغابوخش دوم و آرتاباز یکم که او را شکست دادند.

ایناروس دوم که با نام ایناروس نیز شناخته می‌شود، (حدوداً ۴۶۰ پیش از میلاد) یک فرمانروای شورشی مصری بود که پسر یک شاهزاده مصری به نام پسامتیک، احتمالاً از نسل قدیمی سائیت و نوه پسامتیک سوم بود. او در سال ۴۶۰ پیش از میلاد با کمک متحدان آتنی خود به فرماندهی دریاسالار چاریتیمید بر ضد ایرانیان قیام کرد و ارتش ایران به فرماندهی ساتراپ هخامنش را شکست داد. ایرانیان به ممفیس عقب‌نشینی کردند، اما آتنیان سرانجام در سال ۴۵۴ پیش از میلاد توسط ارتش ایرانی به رهبری بغابوخش دوم، ساتراپ سوریه و آرتاباز یکم، ساتراپ فریگیه هلسپونت، پس از دو سال محاصره شکست خوردند. ایناروس دستگیر شد و به شوش برده شد، جایی که گفته می‌شود در سال ۴۵۴ پیش از میلاد به صلیب کشیده شد.

## منشأ درگیری‌های مصر
او از ماریا (بالا فاروس) و بخشی از دلتای نیل در اطراف سائیس بر لیبیایی‌ها سلطنت داشت. ایناروس با کمک آمیرتائوس، همچنین از سایس، که باتلاق‌های شمالی را تصرف کرد، باجگیران را در حین جمع‌آوری مزدوران بیرون راند.
هنگامی که خشایارشا در سال ۴۶۵ پیش از میلاد ترور شد، پسرش اردشیر یکم جانشین او شد، اما به زودی چندین قسمت از شاهنشاهی هخامنشی شورش کردند، که عمده‌ترین آنها باختر و مصر بودند. ایناروس مصری، ساتراپ پارسی مصر هخامنش، عموی اردشیر را شکست داد و کنترل مصر سفلی را به‌دست گرفت. وی با یونانیان که هنوز رسماً با ایران در جنگ بودند تماس گرفت و در سال ۴۶۰ پیش از میلاد، آتن یک نیروی اعزامی متشکل از ۲۰۰ کشتی و ۶۰۰۰ پیاده‌نظام سنگین‌اسلحه (هوپلیت) را برای حمایت از ایناروس اعزام کرد. سپاهیان مصر و آتن نیروهای محلی پارسی مصر را شکست داده و شهر ممفیس، به جز ارگ پارسی که چندین سال در محاصره آنها بود را تصرف کردند.

### محاصره ممفیس (۴۵۹–۴۵۵ پیش از میلاد)
آتنی‌ها و مصری‌ها برای شکست دادن نیروهای محلی پارسی در مصر که در قلعه سفید مستقر شده بودند اقدام به محاصره دژ کردند. بدیهی است که محاصره پیشرفت خوبی نداشته و احتمالاً حداقل چهار سال به طول انجامیده است، زیرا توسیدید می‌گوید که کل اعزام آنها ۶ سال طول کشید، و در این زمان ۱۸ ماه آخر با محاصره پروسوپتیس اشغال شد.
به گفته توسیدید، ابتدا اردشیر بغابوخش (مگابازوس) را برای امتحان و رشوه دادن به اسپارتی‌ها برای حمله به آتن فرستاد تا نیروهای آتن را از مصر بیرون بکشد. وقتی این امر ناکام ماند، او در عوض ارتش بزرگی را زیر نظر بغابوخش دوم ساتراپ سوریه جمع کرد و آن را به مصر اعزام کرد. دیودور سیسیلی نیز با جزئیات بیشتر، کمابیش همین داستان را نقل می‌کند. پس از ناکامی تلاش برای رشوه، اردشیر بغابوخش و آرتاباز یکم ساتراپ فریگیه هلسپونت را با دستوراتی برای سرکوب شورش، به فرماندهی ۳۰۰هزار سرباز منصوب کرد. آنها ابتدا از پارس به کیلیکیه رفتند و ناوگان به اندازه ۳۰۰ کشتی از کیلیکیه، فنیقی و قبرسی‌ها را جمع کردند و یک سال به آموزش مردان خود پرداختند. سپس عازم مصر شدند. با این حال، تخمین‌های مدرن، با توجه به این که سلب قدرت از ساتراپی‌های تنش‌زا از بیش از این حد، غیرعملی بود، تعداد نیروهای ایرانی را در رقم نسبتاً کمتری از بیست و پنج هزار نفر قرار می‌دهد. توسیدید از آرتاباز یکم، که توسط هرودوت گزارش شده است که در دومین تهاجم ایرانیان به یونان شرکت کرده است، نامی نمی‌برد. دیودور ممکن است در مورد حضور او در این لشکرکشی اشتباه کند.به وضوح ممکن است که نیروهای ایرانی مدت طولانی را در آموزش گذرانده باشند، زیرا چهار سال طول کشید تا آنها به پیروزی در پاپریمیس پاسخ دهند. اگرچه هیچ‌یک از نویسندگان جزئیات زیادی را بیان نکردند، اما روشن است که بغابوخش سرانجام به مصر رسید، وی توانست سریع محاصره ممفیس را از بین ببرد، مصریان را در جنگ شکست دهد و آتنی‌ها را از ممفیس دور کند.

### محاصره پروسوپی تیس (۴۵۵ پیش از میلاد)
آتنی‌ها اکنون دوباره به جزیره پروسوپی تیس در دلتای نیل، جایی که کشتی‌های آنها پهلو گرفته بود، عقب‌نشینی کردند. در آنجا، بغابوخش ۱۸ ماه آنها را محاصره کرد، تا اینکه سرانجام توانست با حفر کانال رودخانه را از اطراف جزیره تخلیه کند و بدین ترتیب «به جزیره به سرزمین اصلی بپیوندد». طبق روایت توسیدید، پارسیان به جزیره سابق گذشتند و آن را تصرف کردند. فقط تعداد کمی از نیروهای آتن، که از طریق لیبی به سیرنه راهپیمایی کردند، زنده ماندند و به آتن بازگشتند. با این حال، در نسخه دیودور سیسیلی، تخلیه رودخانه مصری‌ها (که توسیدید از آنها نام نمی‌برد) را وادار به تسلیم به پارسیان کرد. پارسی‌ها که نمی‌خواستند در حمله به آتنی‌ها تلفات سنگینی متحمل شوند، در عوض به آنها اجازه دادند آزادانه به سیرنه عزیمت کنند. از آنجا که شکست در لشکرکشی مصر باعث وحشت واقعی آتن از جمله انتقال خزانه اتحادیه دلوس به آتن شد، احتمالاً نسخه توسیدید صحیح است.